# Lymfatiska systemet
Det lymfatiska systemet eller lymfsystemet är ett system hos människan och andra däggdjur, bestående av lymfan, lymfkärlen och ett flertal organ. Det lymfatiska systemets funktion är dels dränering av vävnaderna, så att vätska som läcker ut ur blodkärlen leds tillbaka till blodet, dels har den uppgifter i kroppens immunförsvar.
Lymfkärlen är ett nätverk av tunna rör som liksom blodkärlen har grenar in i kroppens alla vävnader. Lymfkärlen bär lymfan, en färglös vattnig vätska som läckt ut ur blodet till vävnaderna, tillbaka till blodkärlen. På lymfkärlen finns också risgrynsstora organ som kallas lymfknutor eller ibland lymfkörtlar. I armhålorna, i ljumskarna och i buken finns större anhopningar av lymfknutor. I lymfan finns celler som hör till immunförsvaret, lymfocyter, och lymfan avlägsnar även gamla eller skadade celler. Lymfan transporterar även fett från tunntarmen till blodet. Organ som är inblandade i lymfsystemet är mjälten, brässen, tonsillerna och benmärgen. Lymfatisk vävnad hittas även i magen, i tarmarna och i huden. 

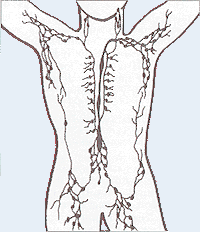
Den mänskliga kroppens större lymfkärl, och ansamlingar av lymfknutor.

Lymfan kommer från blodplasma som läcker ut från de minsta blodkärlen, kapillärerna, i de omgivande vävnaderna. Kapillärerna tappar ungefär en procent av den vätska de transporterar vilket innebär att upp till tre liter vätska försvinner ur blodcirkulationen per dygn. Lymfan dränerar interstitialvätskan, den vätska som alltid finns i vävnaderna, via små lymfkapillärer. Lymfan har nästan samma sammansättning som interstitialvätska. Vävnad som hör till lymfsystemet kallas lymfvävnad eller lymfoid vävnad.
Till skillnad från det cirkulatoriska systemet är lymfsystemet inte slutet och har ingen central pump. Lymfan rör sig långsamt och under lågt tryck, mest beroende på att skelettmusklernas rörelse pressar lymfan framåt i lymfkärlen. Liksom venerna, samt artärerna, har lymfkärlen klaffar, som enbart tillåter lymfan att färdas i ena riktningen. Vätskan rör sig från de små lymfkapillärerna till större lymfkärl, som alla till slut mynnar ut i ett av två stora lymfkärl, ductus thoracicus och Ductus lymphaticus, som tömmer lymfan i blodomloppet i vinkeln mellan nyckelbensvenen och den inre halsvenen på båda sidorna.
Tarmkanalens yta har många lymfkärl. De flesta näringsämnen som absorberas i tunntarmen färdas i blodet via portvenen till levern, men fett förpassas till lymfsystemet för att därifrån ta sig till blodomloppet utan att först passera levern. Fettet färdas i lymfan i större droppar som kallas kylomikroner.

## Organ i det lymfatiska systemet
De primära organen i lymfsystemet är brässen (thymus) och benmärgen. I benmärgen produceras lymfocyter från stamceller. T-celler färdas till brässen där de mognar, medan B-cellerna mognar i benmärgen. Sedan de mognat cirkulerar både B- och T-celler i lymfan, och ansamlas i de sekundära lymforganen: mjälten, lymfknutorna och annan lymfvävnad såsom tonsillerna och blindtarmen. När virus, bakterier eller allergiska stimuli som till exempel pollen kommer in i kroppen, förs dessa med lymfan till lymfknutorna. I lymfknutorna finns makrofager och dendritceller som tar upp de främmande antigenen genom fagocytos. Dessa processas sedan och presenteras för lymfocyterna, så att dessa kan börja producera antikroppar eller fungera som minnesceller för att känna igen antigenet om det skulle visa sig igen i framtiden. 
Mjälten innehåller lymfocyter som infiltrerar blodbanan snarare än lymfkärlen. Därigenom är mjälten viktig för att bekämpa infektioner i blodbanan. Lymfvävnaderna finns i extra mängd vid ställen där infektiösa agens kan komma in i kroppen såsom lungorna, könsorganen och magen.

## Lymfknutor
Lymfknutor finns utspridda längs hela trädet av lymfkärl. Ansamlingar av dessa finns under armarna, i ljumskarna, i halsen, i bröstet och i magen. Lymfknutorna fungerar som filter. Deras inre består av porös bindväv späckad med lymfocyter som samlar in och förstör bakterier och virus. När kroppen bekämpar en infektion förökar sig dessa lymfocyter snabbt, och lymfknutorna blir svullna. Ungefär 25 miljarder lymfocyter vandrar genom varje lymfknuta per dag. 
Lymfknutor benämns ofta felaktigt som "lymfkörtlar". En körtel är ett organ som producerar ämnen som utsöndras eller insöndras i kroppen, till exempel hormoner, enzymer eller svett. Lymfknutor producerar inga sådana ämnen och därför är termen "lymfkörtlar" missvisande. Korrekt terminologi är antingen lymfknutor eller lymfnoder.

## Annan lymfoid vävnad
Utöver detta finns lymfvävnad fläckvis på olika ställen i kroppen. Dessa liknar lymfknutorna, men är anatomiskt olika. Hit hör tonsillerna och blindtarmen.
MALT (Mucosa-associated lymphoid tissue, mukosa-associerad lymfvävnad) är ett system bestående av spridda områden av lågkoncentrerad lymfvävnad på olika ställen i kroppen såsom i mag- och tarmkanalen, sköldkörteln, brösten, lungorna, salivkörtlar, ögonen och huden. MALT:s beståndsdelar delas ibland upp i GALT (gut-associated lymphoid tissue, mag-associerad lymfvävnad), BALT (bronchial-associated lymphoid tissue, bronk-associerad lymfvävnad), NALT (nose-associated lymphoid tissue, näs-associerad lymfvävnad) och SALT (skin-associated lymphoid tissue, hud-associerad lymfvävnad). En nyligen upptäckt komponent är VALT, (vascular-associated lymphoid tissue, blodkärls-associerad lymfvävnad som finns inuti artärernas väggar, vars roll i immunsystemet inte är klarlagt. Peyerska plaque är en del av GALT som finns i tunntarmen.

## Sjukdomar i det lymfatiska systemet
När det lymfatiska systemet inte klarar av att dränera vävnaderna på interstitialvätska lika snabbt som den ansamlas, blir resultatet en svullnad som kallas lymfödem. Cancer som härrör från lymfocyter kallas lymfom.